# Robert Delaunay

Zelfportret, 1905-1906, Centre Georges Pompidou, Parijs

Robert Victor Félix Delaunay (Parijs, 12 april 1885 – Montpellier, 25 oktober 1941) was een Frans kunstschilder. Hij is een van de bekendste exponenten van het kubisme.
Delaunay werd geboren in een welgesteld gezin uit de hogere milieus. Zijn vader was ingenieur bij de spoorwegen en zijn moeder was gravin Berthe Felicie de Rose. Zijn ouders scheidden al spoedig na Roberts geboorte en mede doordat zijn moeder veel op reis was, werd Robert grotendeels opgevoed door zijn tante Marie (de zus van zijn moeder) en haar echtgenoot Charles Damour. Hij groeide op op het landgoed La Ronchère bij Bourges.
Al in 1902 verliet Delaunay het lyceum, omdat hij geen interesse kon opbrengen voor de klassieke vakken. Hij wilde de kunst in en ging in de leer bij Eugène Ronsin in Belleville voor decorschilder. Dit zou zijn enige formele opleiding op het vlak van de schilderkunst zijn. Delaunay ging al spoedig over op de schilderkunst. Al in 1904 exposeerde hij als de jongste exposant met zes schilderijen op de Salon des Indépendants. In hetzelfde jaar exposeerde hij ook op de Salon d'Automne.
Zijn moeder werd een van zijn grootste supporters (en van zijn vrienden).

## Eerste fase
De eerste schilderijen van Delaunay tonen duidelijk de impressionistische en neo-impressionistische invloeden. In deze eerste tijd dat hij schilderde, ging Delaunay enkele malen naar de kunstenaarskolonie in Pont-Aven, waar Paul Gauguin daarvoor ook gewerkt had. Het werk van Gauguin en van Paul Cézanne imponeerde Delaunay.
Impressionisme; het is de geboorte van Licht in de schilderkunst.
Licht komt tot ons via de zinnen, zonder de visuele zinnelijkheid is er geen licht, geen beweging.
Licht in de Natuur creëert de beweging van kleuren"
Delaunay bewonderde Georges Seurat, met name om zijn kleurgebruik. De werken van Seurat lijken klein, gewoon, maar als men goed kijkt, ziet men hoe door kleine kleuraccenten, een beetje oranje in het groen, een mooi effect gecreëerd kan worden.
In 1905 was het fauvisme sterk in opkomst en het beïnvloedde met zijn felle, onvermengde kleuren en pigmenten de jonge Delaunay. Kleur ging een steeds belangrijker rol spelen in zijn werk. In 1905 maakte hij een portret van Jean Metzinger, waarin de fauvistische invloed sterk naar voren komt.
In 1906 ontmoette Delaunay Henri Rousseau, met wie hij tot diens dood in 1910 bevriend zou blijven. De ontwikkeling van de moderne techniek kwam in Rousseaus werk duidelijk naar voren, Delaunays interesse voor die ontwikkelingen zou nog heel vaak in zijn werk terugkomen.
In 1907 ontmoette Delaunay bij de Duitse kunstverzamelaar Wilhelm Uhde de joods-Oekraïense kunstenares Sonia Terk. In dat jaar ook moest Delaunay zijn militaire dienstplicht vervullen. Zijn zwakke gezondheid maakte dat hij bij de reserves werd ingedeeld. Het grootste deel van zijn diensttijd werkte hij als regimentsbibliothecaris. In het najaar van 1908 zat zijn tijd er op en keerde hij terug naar Parijs. In 1910 huwde hij met Sonia Terk.

## Hoogtepunt

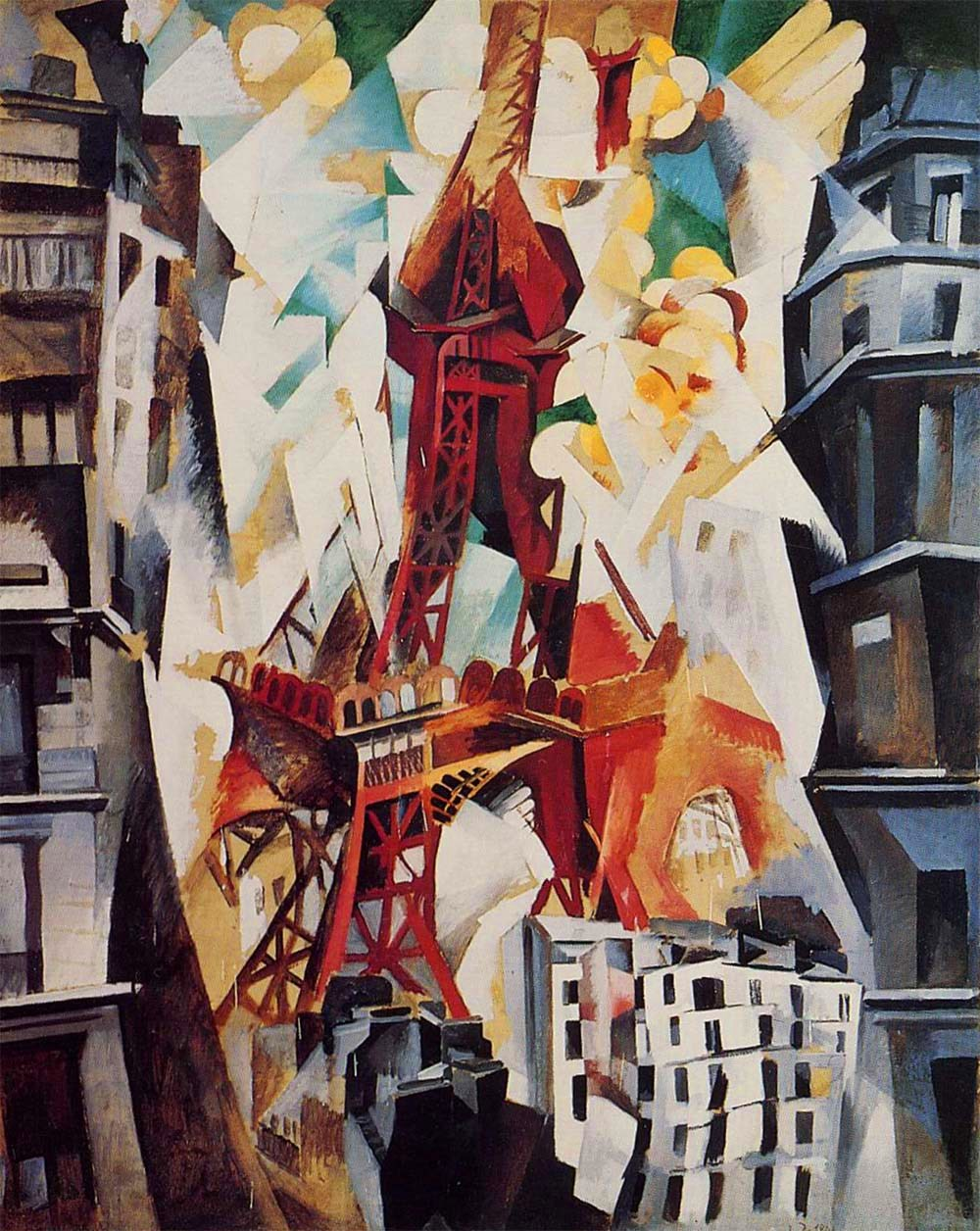
Champs de Mars: de rode toren, 1911, Art Institute of Chicago

In de periode 1909–1910 werden de omtrekken van Delaunays persoonlijke stijl duidelijk. De eerste Tour Eiffel schilderde hij in 1909. Delaunay kwam in deze periode ook in contact met de eerste kubisten, met name Fernand Léger, Henri Le Fauconnier en later Pablo Picasso.
In vele van zijn projecten zou Sonia meewerken. Het huis van de Delaunays werd een verzamelpunt voor schilders en schrijvers van de nieuwe avant-garde. In 1911 werd hun zoon Charles geboren.
In 1911 exposeerde Delaunay op de Salon des Indépendants samen met een aantal andere kubisten: Metzinger, Gleizes, Léger en Le Fauconnier. De expositie staat te boek als de eerste tentoonstelling van de kubisten.
Zijn contact met Kandinsky in 1911 leidde tot de uitnodiging mede te exposeren op de Der Blaue Reiter-expositie in München. Verscheidene exposities in Duitsland volgden, erkenning in Frankrijk was daar weer het gevolg van. Al in 1912 had Delaunay zijn eerste solo-expositie in de Galerie Barbazanges te Parijs.
1912 is ook het geboortejaar van het orphisme, dat kort maar heftig leefde. Naast de Delaunays waren František Kupka, Fernand Léger en Roger de la Fresnaye hierbij betrokken. De term orphisme werd geïntroduceerd door Guillaume Apollinaire en verwijst naar de lyrische, schitterende kleureneffecten. In de discussies bij de Delaunays thuis werden pogingen gedaan om de kunsten met elkaar te verenigen, om kleuren in een schilderij om te zetten in poëtische taal en omgekeerd. De serie Les Fenêtres was een uitdrukking van het gedicht Les Fenêtres van Guillaume Apollinaire.
Eind 1912 schreef Delaunay een brief aan het tijdschrift Gil Blas, waarin hij aangaf zich niet meer tot de kubisten te rekenen. Mede onder invloed van het futurisme wilde Delaunay niet langer aan de statische vormen van het kubisme voldoen, zijn vormen werden dynamischer, zijn werk werd abstracter. Hij hield zich vooral bezig met de kleur, met de vroeg 19e-eeuwse kleurtheorie en haar invloed op de kleurenleer van Chevreul, en beïnvloedde hierin ook de Der Blaue Reiter-groep.
Met sommigen van hen, onder wie Wassily Kandinsky, August Macke en Franz Marc, zou hij een uitgebreide correspondentie onderhouden, evenals met andere kunstenaars die tot de aanhang van die groep gerekend worden, zoals Paul Klee en Hans Arp.

## Eerste Wereldoorlog en interbellum
De Eerste Wereldoorlog brak uit toen Delaunay met zijn gezin op vakantie was in Baskenland. De gezondheid van hun zoon was zo zwak dat ze besloten een tijdlang zuidelijker te gaan wonen. Het zou tot 1921 duren eer de Delaunays weer teruggingen naar Parijs. Ze bleven in de tussentijd in Spanje (Madrid) en in Portugal (Vila do Conde, Valença do Minho). Het werk van Delaunay veranderde in die periode; het felle Spaanse licht maakte dat hij zich nog meer op de kleuren stortte. De thema's waren duidelijk minder abstract, meer figuratief.
Met de Russische Revolutie droogde echter de financiële bron uit Rusland op. Ze verhuisden naar Madrid, waar Delaunay in 1918 Serge Diaghilev ontmoette. Dit resulteerde in samenwerking met de Ballets Russes gedurende enige tijd, en een decorontwerp voor een aantal balletten door Delaunay. In Spanje en Portugal raakte Delaunay ook bevriend met Leonide Massine, Diego Rivera en Igor Stravinsky. Sonia had veel succes met haar ontwerpen voor de modewereld; aan het einde van de jaren twintig had zij zelfs tientallen medewerkers in dienst. De crisistijd na de beurskrach van 1929 zou daar een eind aan maken.
Terug in Parijs organiseerde de Galerie Paul Guillaume in 1922 een tentoonstelling van zijn werk. Delaunay startte in dat jaar ook met zijn tweede Eiffeltoren-serie. In 1925 werd hem de opdracht gegund om fresco's te verzorgen voor het Palais de l'Ambassade de France op de Exposition internationale des arts décoratifs in Parijs. Hij voerde deze opdracht samen met Fernand Léger uit.
In de jaren dertig voegden de Delaunays zich bij de groep Abstraction-Création die zich bezighield met de non-figuratieve kunst, een groep rond Theo van Doesburg, Auguste Herbin en Jean Hélion. Dit was het tijdperk van de 'eeuwigdurende ritmes'; een terugkeer naar het abstracte, maar ook een experimenteren met andere materialen, onder meer om reliëf in de werken aan te kunnen brengen
In 1937 kreeg Delaunay de opdracht om twee paviljoens op de wereldtentoonstelling in Parijs van wandschilderingen te voorzien: het Palais des Chemins de Fer en het Palais de l'Air. Hiervoor maakte hij onder meer het werk Propeller en ritme. Sonia Delaunay, Albert Gleizes, Jacques Villon en Georges Valmier werkten mee aan de wandschilderingen, die in totaal 25 m2 besloegen.
In 1938 werd deze opdracht gevolgd door een opdracht voor het opsieren van de hal voor het beeldhouwwerk op de Salon des Tuileries.
In 1937 en 1938 kocht de verzamelaar Solomon Guggenheim een aantal van Delaunays werken, waardoor Delaunay een huis in Gambais kon kopen. Daar trokken de Delaunays zich terug. In oktober 1941 stortte Delaunay in en werd hij naar het ziekenhuis gebracht. Hij werd geopereerd in Montpellier, maar stierf op 56-jarige leeftijd aan kanker. Delaunay werd aanvankelijk in Montpellier begraven en is na de Tweede Wereldoorlog herbegraven in Gambais. Zijn echtgenote zou hem nog tot 1979 overleven.

## Enkele van zijn werken

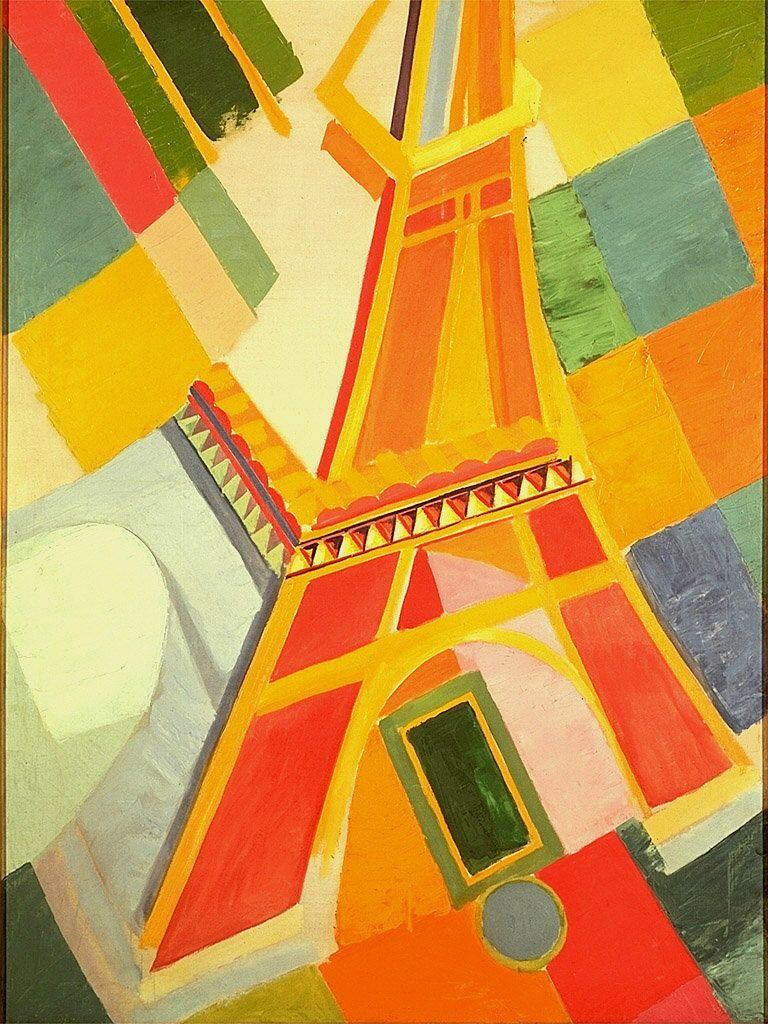
La Tour Eiffel, ca. 1925, Hirshhorn Museum and Sculpture Garden, Washington

| 1905 - Zelfportret 1908 - Les Villes (serie '08-'11) 1909 - L'église de Saint Séverin (serie, '09-'10) - La Tour Eiffel (serie, '09-'12) 1911 - Champs de Mars: de rode toren 1912 - Fenêtres (serie, '12) - La Ville de Paris 1913 - Formes circulaires | 1914 - Disques solaires - Forme - Hommage à Blériot 1922 - La Tour Eiffel - II (serie '22) 1925 - Ville de Paris - La femme et la tour 1931 - Joie de Vivre' 1934 - Rythme sans fin 1937 - Propellor et Rythme |

## Musea
Zijn werken zijn in diverse musea voor moderne kunst te zien, onder andere in het:
- Guggenheim Museum in New York en Peggy Guggenheim Collection in Venetië
- Museum of Modern Art, New York
- Museo Thyssen-Bornemisza, Madrid
- Musée d'Art Moderne de la Ville de Paris, Parijs